# 阿纳托利·古尼茨基

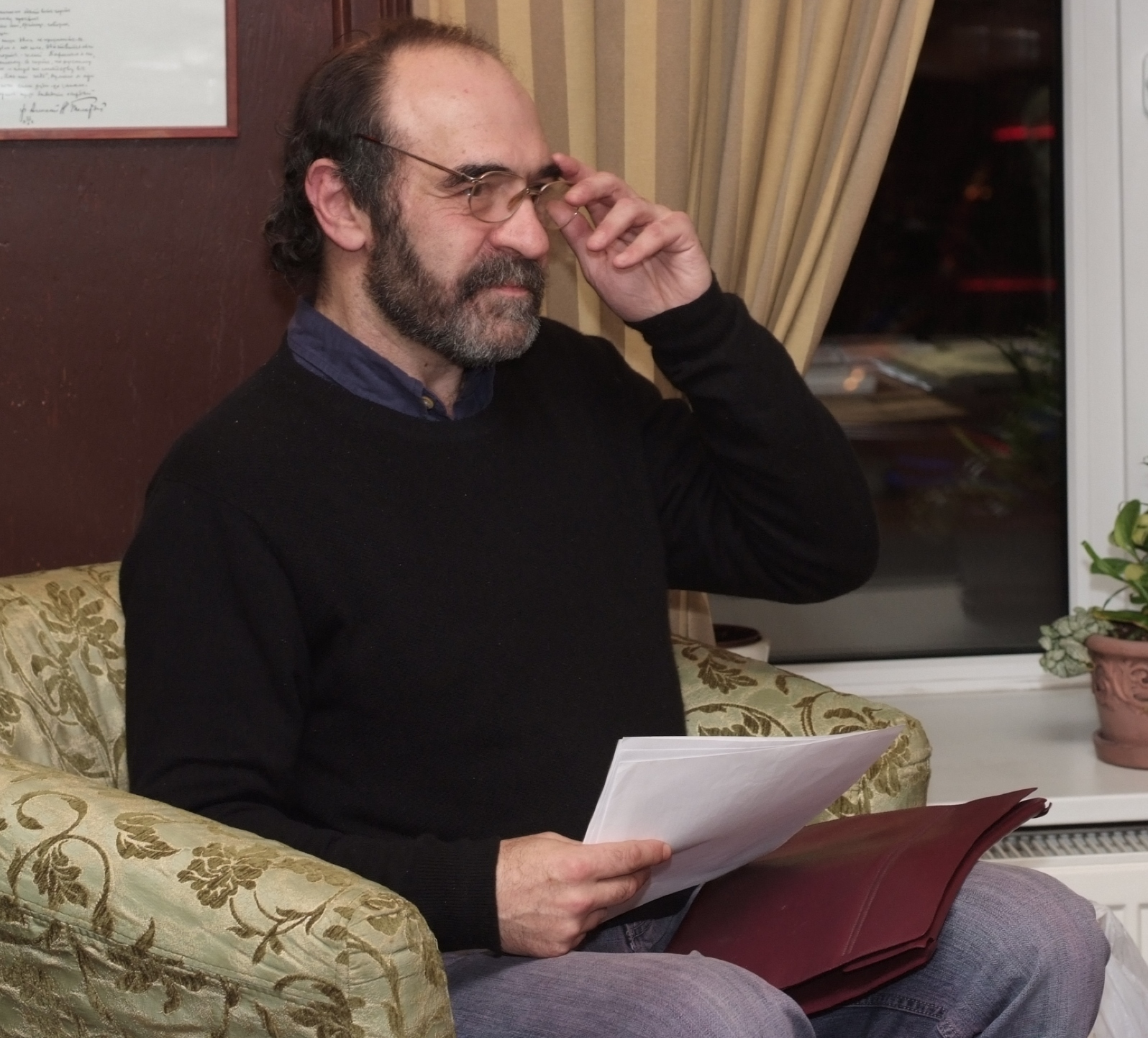
阿纳托利·古尼茨基」

阿纳托利·阿夫古斯托维奇·古尼茨基（俄語：Анато́лий А́вгустович Гуни́цкий，1953年9月30日—2025年6月5日）也被称作“乔治”（George）或“老摇滚手”（俄語：Старый рокер），是一位俄罗斯作家、记者、诗人。他是摇滚乐队水族馆的创始人之一。
水族馆乐队于1972年成立時，古尼茨基是樂隊的鼓手，他还创作了很多歌词。1975年，古尼茨基离开乐队，之後投身荒诞派戏剧領域。在那段时期，他的著作有《到达最高点》（До самых высот）和《搭便车者之死》（Смерть безбилетника）等戏剧。